# Полная
В Википедии есть статьи о других водотоках с названием Полная (значения).
По́лная (укр. По́вна) — река в Ростовской области России, и Луганской области Украины, левый и крупнейший приток Деркула (бассейн Дона). Длина 79 км, площадь водосборного бассейна 2390 км². Падение 155 м, уклон 2 м/км. Крупнейший приток — река Камышная.

## География
Полная берёт начало у села Михайлово-Александровка Чертковского района Ростовской области. Течёт вначале на юг, у хутора Журавка принимает слева реку Журавку. Затем у слободы Греково поворачивает на запад почти под прямым углом. Далее принимает справа следующие реки: реку Рогалик у слободы Рогалик, реку Нагольную у хутора Афанасьевского и реку Камышную у слободы Волошино. Впадает в реку Деркул с левой стороны в 55 км от её устья, южнее хутора Новорусского Миллеровского района Ростовской области.
В основном течёт по территории России (Чертковский и Миллеровский районы Ростовской области), и лишь два небольших пограничных участка общей длиной 3,2 км течёт по территории Украины (Станично-Луганский район Луганской области).
Правый берег высокий, левый пологий. Верхняя часть бассейна слегка всхолмлена, но уже в среднем течении принимает равнинный характер.

## Водный режим
Полная — типичная степная река, питающаяся талыми снеговыми водами и имеющая крайне неравномерное распределение стока, проходящего на 75-90 % во время весеннего половодья. Во время частых оттепелей имеют место значительные паводки. Кроме того в русло выходят родники, вследствие чего вода на дне значительно холоднее, чем на поверхности. Эти родники поддерживают питание реки в межень.

## История
На крупной возвышенности правого берега реки Полная, где в неё впадает балка Богучаровская, в 20 км западнее от города Миллерово, было обнаружено алано-славянское поселение конца IX — первой половине X века, названное по имени реки 
Полное.
Река упоминается в Статистическом описании земли Донских Казаков составленного в 1822—32 годах:

Речки, сообщающие воды Северскому Донцу: с левой стороны: 9) Деркуль, в который впадают Полная и Прогной; первая принимает в себя Рогалик, Нагольную, Камышную и Журавку.
— Глава III. Воды

## Бассейн
- Полная
  - б. Церковная — (л)
  - б. Вишнёвая — (л)
  - б. Редкодуб — (л)
  - б. Каменная — (л)
  - б. Мальчевская — (л)
  - б. Берестовая — (л)
  - р. Журавка — (л)
    - б. Журавка — (л)

  - б. Грузская — (л)
    - б. Осочки — (п)

  - б. Усов Яр — (л)
  - б. Стёпин Яр — (л)
  - б. Калиновская — (п)
  - б. Благовещенка — (л)
  - р. Рогалик — (п)
    - б. Мухина — (л)
    - б. Глубокая — (л)

  - б. Крутая — (л)
  - р. Нагольная — (п)
  - р. Камышная — (п)
    - р. Меловая — (л)
      - р. Черепаха — (л)

    - руч. Берёзовый — (л)

## Населённые пункты
- с. Михайлово-Александровка
- х. Пантелеевка
- х. Кузмичевка
- сл. Туриловка
- х. Венделеевка
- х. Николаевка
- х. Александровский
- сл. Мальчевско-Полненская
- х. им. Ленина
- х. Журавка
- сл. Греково
- х. Новоалександровка
- х. Сулин
- х. Красная Звезда
- х. Жеребковский
- сл. Рогалик
- с. Благовещенка
- х. Маринченский
- х. Афанасьевский
- сл. Волошино
- х. Херсоны